# Chamaelycus parkeri
Espèce
Synonymes
- Oophilositum parkeri Angel, 1934

Chamaelycus parkeri est une espèce de serpents de la famille des Lamprophiidae. 

## Répartition
Cette espèce se rencontre dans le centre et l'est de la République démocratique du Congo, en République du Congo et en Angola.

## Étymologie
Cette espèce est nommée en l'honneur d'Hampton Wildman Parker.

## Publication originale
- Angel, 1934 : Remarques sur le genre Oophilositum Parker (Colubridé aglyphe) et description d'une espèce nouvelle. Bulletin de la Société Zoologique de France, vol. 59, p. 417-419.